# Pueblo ibibio
El pueblo ibibio (también conocido como ibio o agbishera), es un complejo etno-lingüísitico de África Occidental asentado principalmente en el sudeste de Nigeria, y con comunidades significativas en Ghana, Camerún y Guinea Ecuatorial. Están relacionados por lazos de parentesco con los pueblos anang, andoni, anyang, efik, ogoni, boki, yako, ekuri, akunakuna, mbembe, ododop, orri y oron. Durante el período colonial en Nigeria surgió la Unión Ibibio, asociación étnica que luchó por su reconocimiento como nación soberana ante los británicos.

## Etnonimia

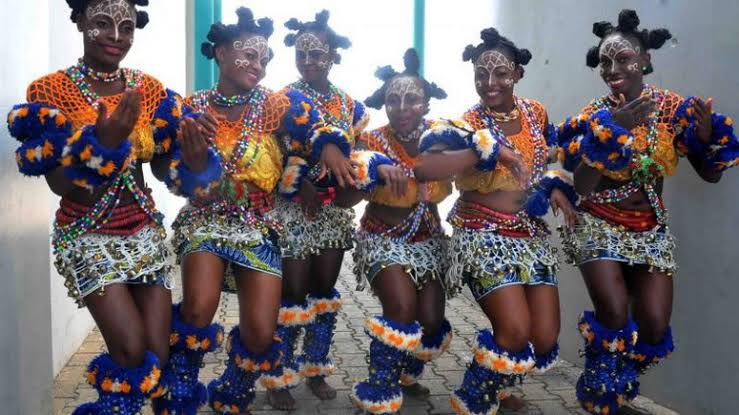
Grupo de danza ibibio

Según las fuentes y el contexto, se encuentra varias formas: agbishera, ibibio, ibibios, ibibyo.

## Lengua
Hablan el ibibio, una lengua bénoué-congoleña del grupo ibibio-efik. También es conocida con los nombres ibibio central, enyong, itak o nsit. Tiene escritura con caracteres latinos.
El ibibio como los otros idiomas de la región fronteriza entre Nigeria y Camerún están estrechamente relacionados con los bantúes de África central, oriental y meridional.

## Demografía

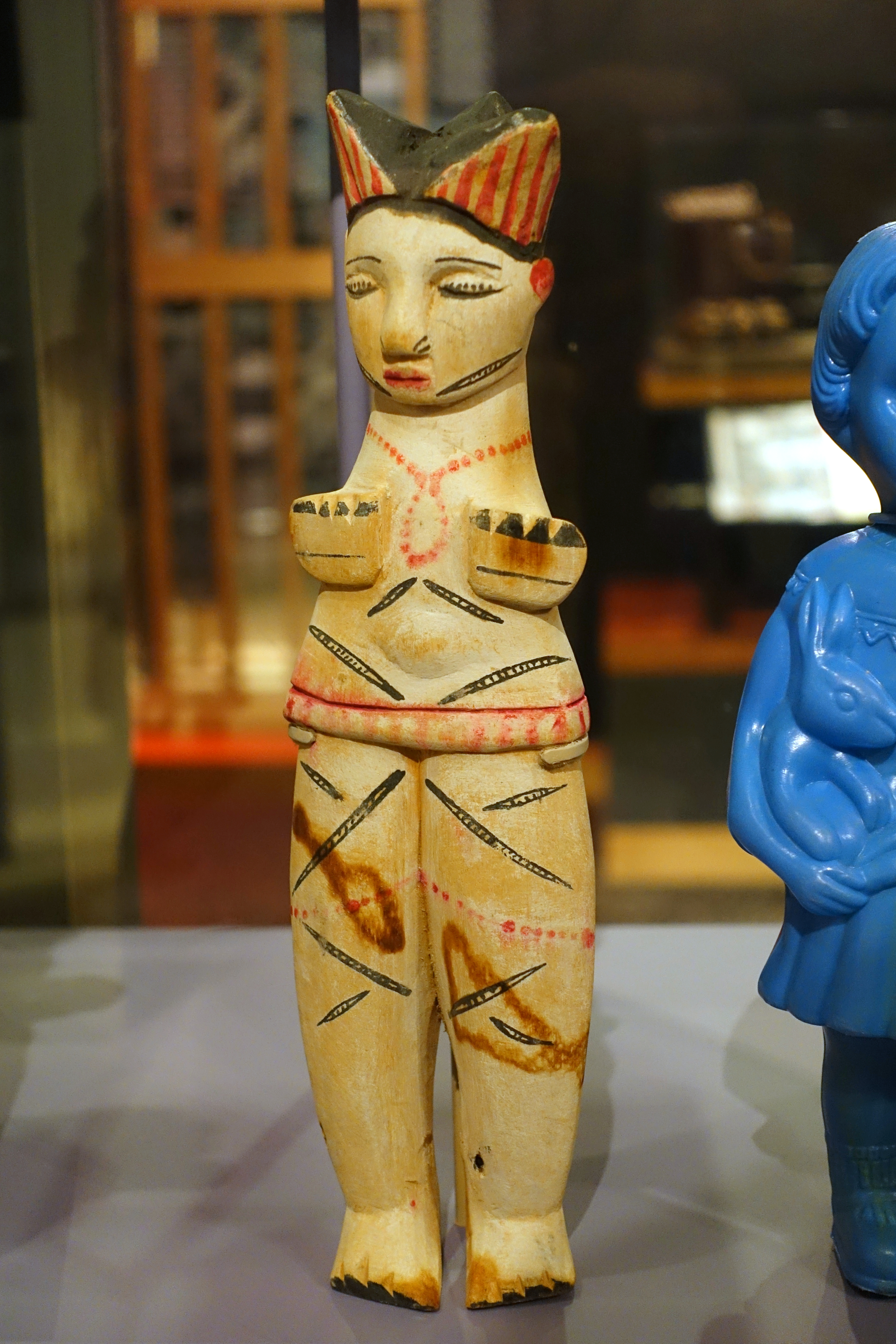
Escultura femenina, pueblo Ibibio, Jos, Nigeria, 1963, madera y pintura.

Los ibibio son el grupo étnico más numeroso del valle del río Cross. Se estima que a 2016 la población ibibia alcanzó los 6.426.300 habitantes. La distribución de comunidades muestra una clara mayoría de asentamientos en territorios de la actual Nigeria, alcanzando los 6.297.000 habitantes. De esta etnia habitan 64.000 personas en Ghana; 58.000 en Camerún y 7.300 en Guinea Ecuatorial.

## Historia

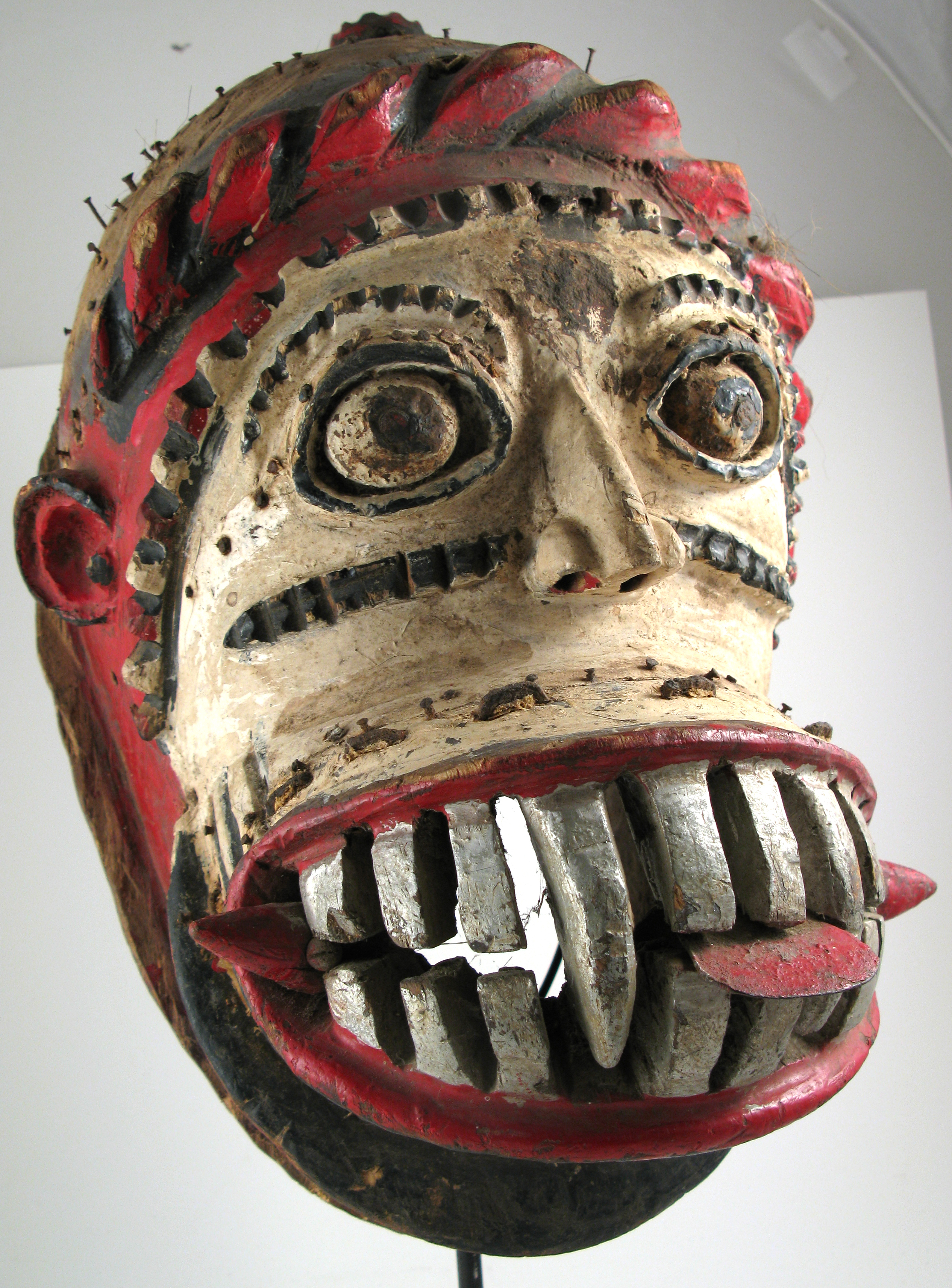
Mácara ritual, pueblo ibibio, Nigeria

### Origen
En la tradición oral de los ibibio no existen referencias sobre migraciones desde otros territorios, lo que hace suponer una presencia temprana de la etnia en la región del Cross River, en la frontera entre Nigeria y Camerún.
Es coincidente con las evidencias arqueológicas y lingüísticas que sugieren una ocupación prolongada de la Baja Guinea de grupos humanos cazadores y posteriormente agricultores que hablaban una lengua común del filo Níger-Congo, antecesora de las actuales lenguas kwa y Benue-Congo. Estas mismas evidencias permiten especular con la existencia de una relación general física y cultural entre los antiguos y actuales habitantes de la zona.
Las evidencias histórico geográfica por su parte, apoyan la teoría de una ocupación temprana de la región al considerar que la selva ya habitada constituía un obstáculo para la penetración tardía de otros pueblos. En todo caso, las migraciones posteriores fueron de pequeños grupos. Los estudios históricos sugieren que los nativos fueron imponiendo sus rasgos físicos y culturales a los recién llegados con el correr del tiempo.
Volviendo a las fuentes de la tradición oral africana, estas sugieren igualmente una expansión tardía de los pueblos de habla kwa (como los edo del delta central, y también de los pueblos ijo), que se desplazaron desde el delta occidental hacia el este, donde finalmente se encontraron con los ibibio de lengua benue-congo.

### Reino de Calabar
Se estima que sobre el siglo XVII los ibibios estaban en contacto con los vecinos ogonis y ndoris. En esa época recibieron e integraron a oleadas migratorias del pueblo ijo. En ese proceso integrador surgió la ciudad-Estado de Calabar, situada en el actual Cross River. Los territorios del Cross River a su vez fueron recibiendo e integrando a grupos migrantes con otros que ya estaban establecidos como los ejegham, ekois y efutes, pueblos semibantúes que procedían del Camerún meridional. Al igual que los ibibios, conservaron una sociedad de linajes hasta su absorción por los efikes.
Calabar, exportaba esclavos del interior igbo desde el centro comunitario Arochukwu, que los capturaba gracias a sus oráculos y sus mercenarios. La mayoría de los esclavos vendidos en Calabar eran ibibios de Uruan Ibibius, en la orilla occidental del río Cross y miembros de grupos del valle del río Cross, así como de las regiones vecinas de Camerún.

### Esclavitud
Los ibibios han pagado un pesado tributo al comercio triangulado. La trata de esclavos diezmó aldeas y sembró el terror en Uruan Ibibius entre los siglos XV y XVIII. Ataques, secuestros, guerras, desprecio generalizado por el valor humano, todo esto destruyó el sistema social y económico de estas comunidades. Las aldeas fueron destruidas o dispersas, las propiedades rurales abandonadas, y la zona enfrentó un clima de terror que aún tiene secuelas.

### Unión Ibibio
En 1928 crearon la Unión Ibibio que cumplió un papel fundamental en la concientización popular de la injusticia de la ocupación de su territorio por las fuerzas coloniales británicas. Se caracterizó por la defensa de los valores y tradiciones étnicas, aunque no se opuso a la instrucción occidental de las escuelas inglesas abiertas en sus territorios.A pesar de ser una asociación pacífica, la Unión Ibibio fue disuelta por el golpe de Estado en Nigera de 1966.

## Sociedad

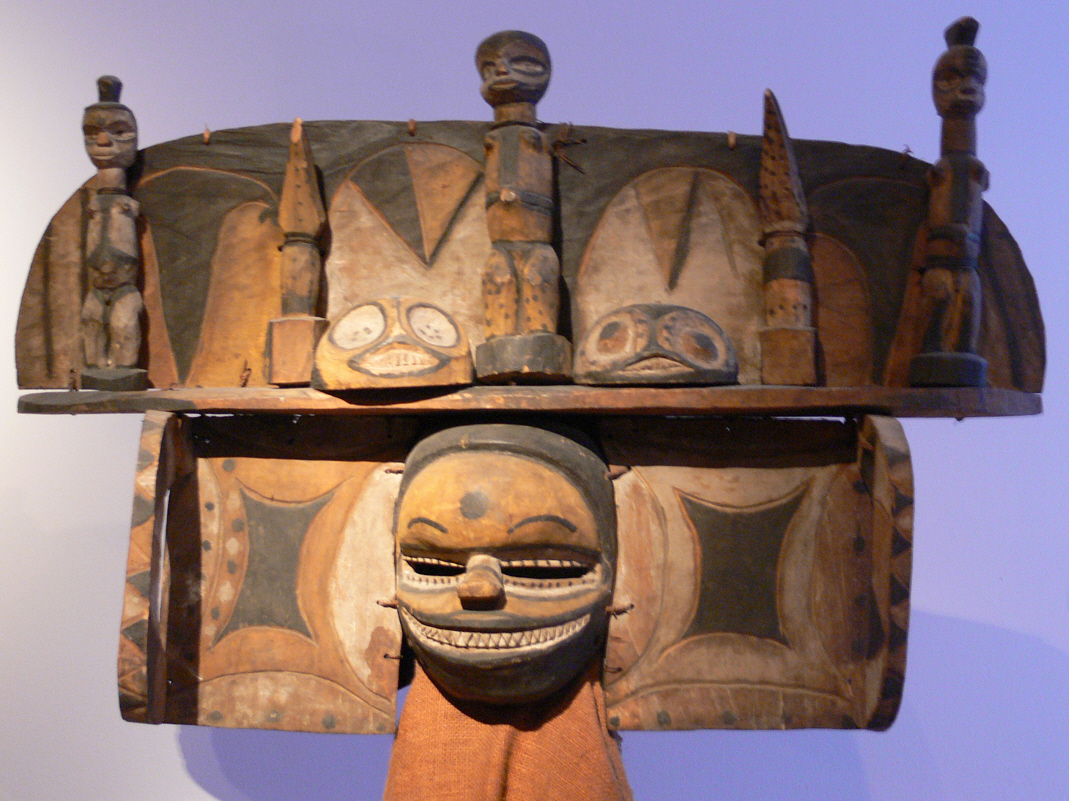
Máscara de antepasado del Ekpo-Bund; Ibibio (sur de Nigeria),, madera

Históricamente los ibibio se organizaron en sistemas políticos descentralizados, estructurados en grupos de edad bajo la autoridad de un jefe al que se le atribuye cierto carácter sagrado.
La sociedad secreta Eko es la que controla en los hechos la vida social u política del pueblo ibibio. Posee una estructura jerárquica muy rígida y escalonada. Otras sociedades secretas como la Ekpe (sociedad del leopardo), la Ekon (centrada en los valores tradicionales) y la Idiong (integrada por adivinos), tienen influencia en la sociedad ibibio.

## Cultura

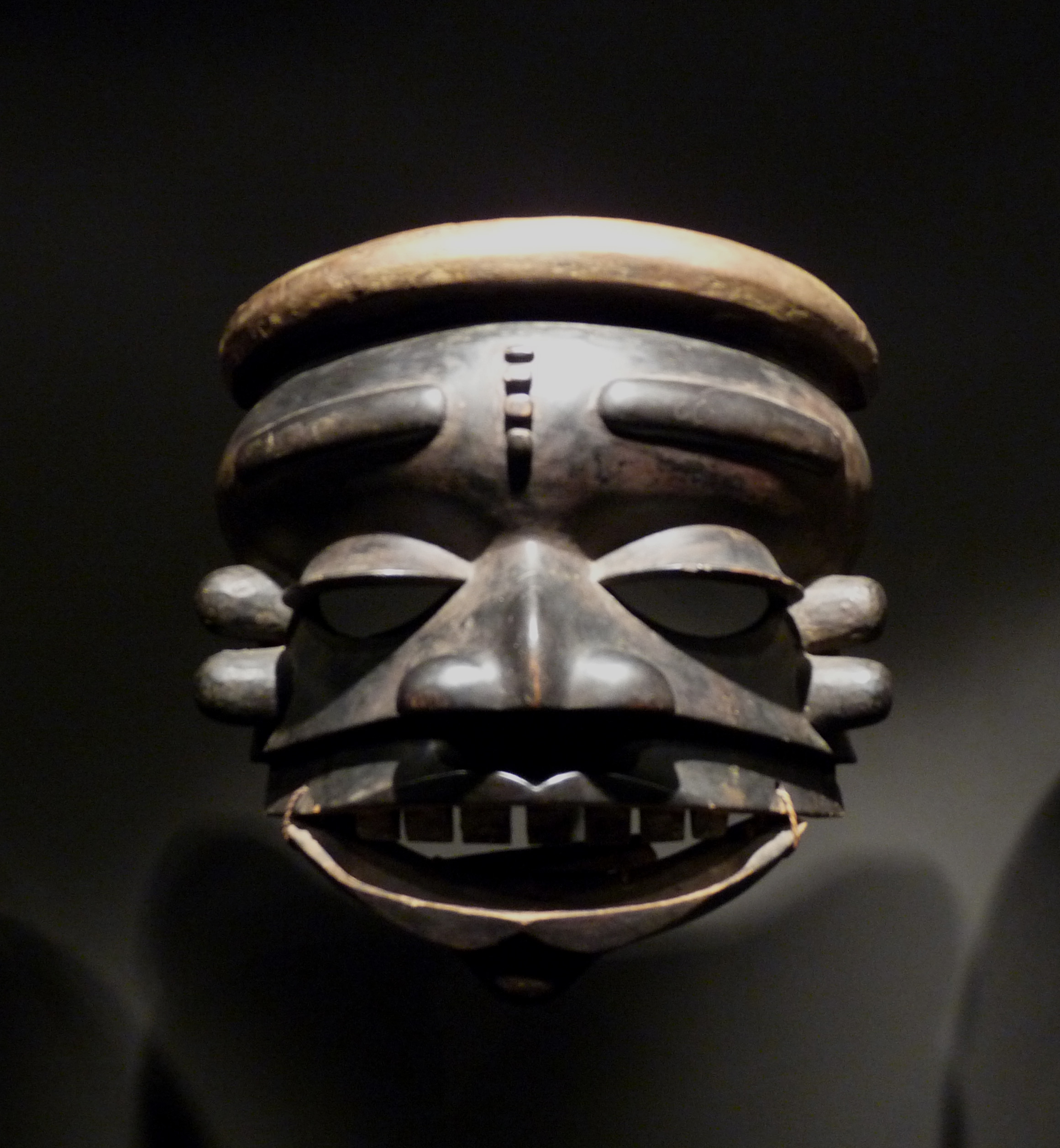
Máscara de la sociedad ekpo
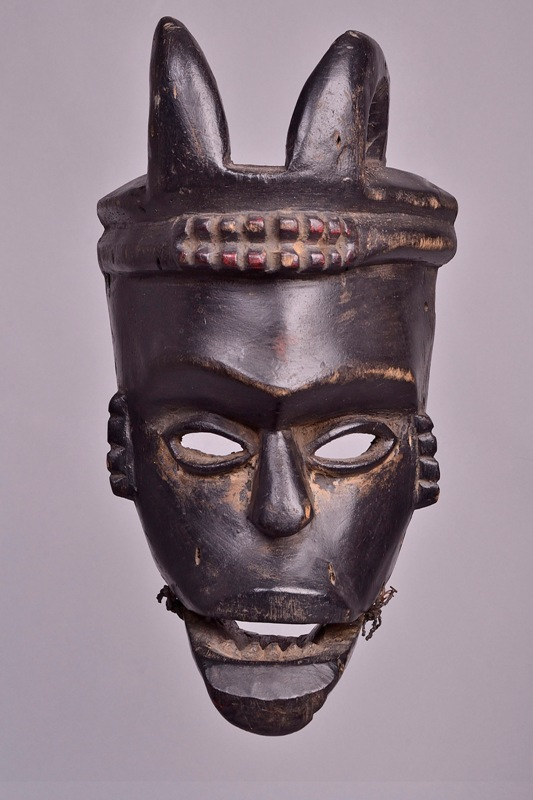
Máscara ekpo
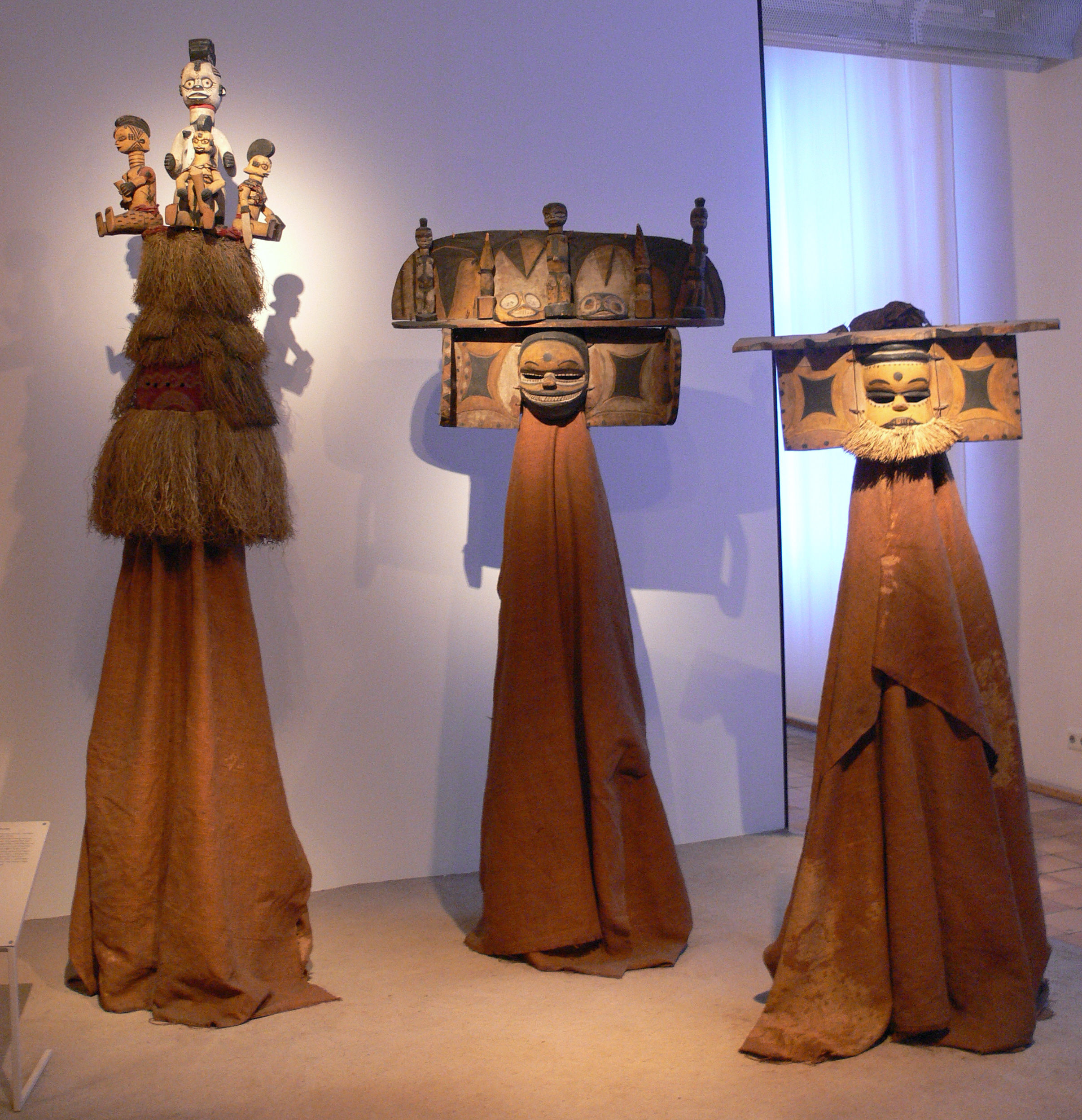
Máscaras de ancestros ekpo
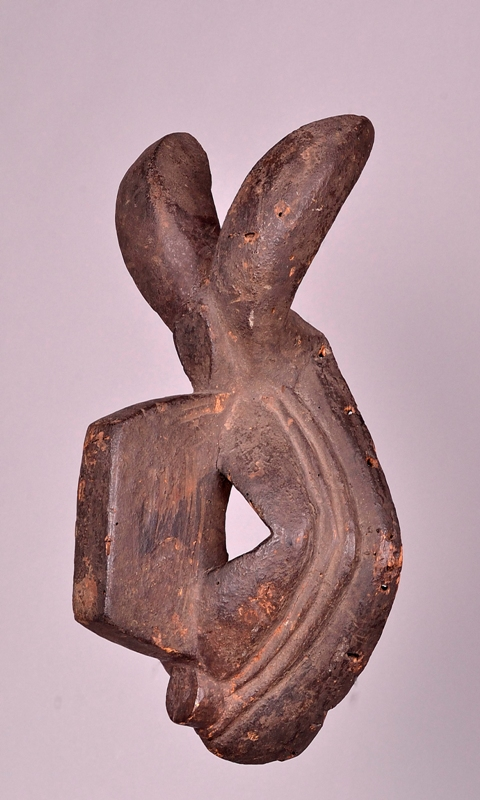
Máscara de la sociedad karikpo

### Máscaras rituales
Con el nombre de nzopie se conoce a una particular máscara ritual del pueblo ibibio. Pertenece a la sociedad secreta Ekpo y se caracteriza por tener movilidad de la mandíbula inferior. Se utiliza en ritos agrarios durante la recolección de ñame. Su aspecto busca crear una atmósfera de terror, capaz de enfrentar y alejar a los malos espíritus. (CL, 2006, 126)

### Símbolos nsibidi

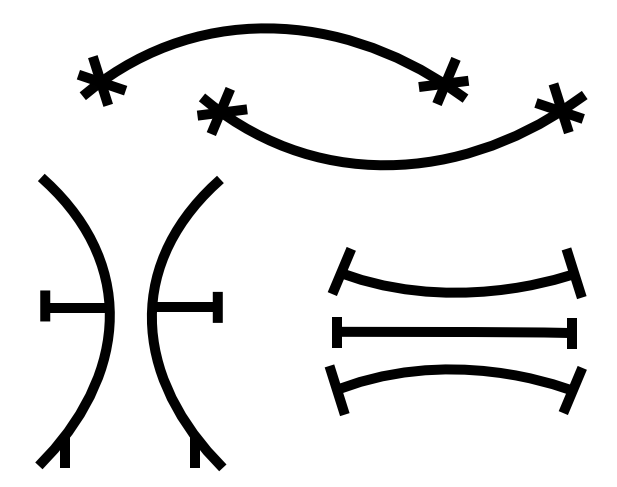
Tres símbolos nsibidi.

El sistema nsibidi fue creado por los pueblos ekoi, igbo e ibibio. Utilizaba más de mil signos para representar un número considerable de conceptos, así como algunos sonidos. Nsibidi se utilizó para registrar casos judiciales y transmitir mensajes complejos, incluidas advertencias en tiempos de guerra, y para resumir cuentos populares y narrativas personales; sus pictogramas constituían así un verdadero sistema de escritura.

## Economía
Son agricultores. La mayor parte de sus explotaciones están dedicadas a la agricultura de subsistencia y el cultivo extensivo de la palmera de aceite.